# Астеррі-д'Анеу
Асте́ррі-д'А́неу (кат. Esterri d'Àneu) — муніципалітет, розташований в Автономній області Каталонія, в Іспанії. Код муніципалітету за номенклатурою Інституту статистики Каталонії — 250864. Знаходиться у районі (кумарці) Паляс-Субіра (коди району — 26 та PS) провінції Лєйда, згідно з новою адміністративною реформою перебуватиме у складі Баґарії (округи) Ал Пірінеу і Аран. 

## Населення
Населення міста (у 2007 р.) становить 815 осіб (з них менше 14 років — 12,6%, від 15 до 64 — 68,8%, понад 65 років — 18,5%). У 2006 р. народжуваність склала 7 осіб, смертність — 9 осіб, зареєстровано 1 шлюб. У 2001 р. активне населення становило 321 особа, з них безробітних — 13 осіб.

Серед осіб, які проживали на території міста у 2001 р., 539 народилися в Каталонії (з них 233 особи у тому самому районі, або кумарці), 78 осіб приїхало з інших областей Іспанії, а 21 особа приїхала з-за кордону. 

Університетську освіту має 23% усього населення. 

У 2001 р. нараховувалося 247 домогосподарств (з них 28,7% складалися з однієї особи, 22,3% з двох осіб,23,1% з 3 осіб, 17,4% з 4 осіб, 6,1% з 5 осіб, 1,6% з 6 осіб, 0,8% з 7 осіб, 0% з 8 осіб і 0% з 9 і більше осіб).

Активне населення міста у 2001 р. працювало у таких сферах діяльності : у сільському господарстві — 4,2%, у промисловості — 11,4%, на будівництві — 14,9% і у сфері обслуговування — 69,5%. 

 У муніципалітеті або у власному районі (кумарці) працює 251 особа, поза районом — 145 осіб.

### Безробіття
У 2007 р. нараховувалося 8 безробітних (у 2006 р. — 17 безробітних), з них чоловіки становили 50%, а жінки — 50%.

## Економіка

### Підприємства міста

#### Промислові підприємства
| \| Промислові підприємства міста, за сферою діяльності \| Промислові підприємства міста, за сферою діяльності \| Промислові підприємства міста, за сферою діяльності \| \| Рік \| 2002 р. \| 2001 р. \| \| --------------------------------------------------- \| --------------------------------------------------- \| --------------------------------------------------- \| \| Енергетичні та водні ресурси \| 50% \| 33,3% \| \| Хімія та метали \| 0% \| 0% \| \| Переробка металів \| 0% \| 0% \| \| Продукти харчування \| 0% \| 0% \| \| Текстиль \| 0% \| 0% \| \| Виробництво меблів, видання \| 50% \| 66,7% \| \| Інше \| 0% \| 0% \| \| Усього підприємств \| 2 \| 3 \| |         |         |
| Промислові підприємства міста, за сферою діяльності |         |         |
| Рік | 2002 р. | 2001 р. |
| Енергетичні та водні ресурси | 50%     | 33,3%   |
| Хімія та метали | 0%      | 0%      |
| Переробка металів | 0%      | 0%      |
| Продукти харчування | 0%      | 0%      |
| Текстиль | 0%      | 0%      |
| Виробництво меблів, видання | 50%     | 66,7%   |
| Інше | 0%      | 0%      |
| Усього підприємств | 2       | 3       |

#### Роздрібна торгівля
| \| Підприємства роздрібної торгівлі міста, за сферою діяльності \| Підприємства роздрібної торгівлі міста, за сферою діяльності \| Підприємства роздрібної торгівлі міста, за сферою діяльності \| \| Рік \| 2002 р. \| 2001 р. \| \| ------------------------------------------------------------ \| ------------------------------------------------------------ \| ------------------------------------------------------------ \| \| Продукти харчування \| 27,3% \| 33,3% \| \| Одяг та взуття \| 9,1% \| 9,5% \| \| Товари для дому \| 22,7% \| 19% \| \| Книги та періодичні видання \| 0% \| 4,8% \| \| Промислова хімічна продукція \| 18,2% \| 19% \| \| Продукція, пов'язана з транспортними засобами \| 0% \| 0% \| \| Інше \| 22,7% \| 14,3% \| \| Усього підприємств \| 22 \| 21 \| |         |         |
| Підприємства роздрібної торгівлі міста, за сферою діяльності |         |         |
| Рік | 2002 р. | 2001 р. |
| Продукти харчування | 27,3%   | 33,3%   |
| Одяг та взуття | 9,1%    | 9,5%    |
| Товари для дому | 22,7%   | 19%     |
| Книги та періодичні видання | 0%      | 4,8%    |
| Промислова хімічна продукція | 18,2%   | 19%     |
| Продукція, пов'язана з транспортними засобами | 0%      | 0%      |
| Інше | 22,7%   | 14,3%   |
| Усього підприємств | 22      | 21      |

#### Сфера послуг
| \| Підприємства міста, що працюють у сфері послуг, за діяльністю \| Підприємства міста, що працюють у сфері послуг, за діяльністю \| Підприємства міста, що працюють у сфері послуг, за діяльністю \| \| Рік \| 2002 р. \| 2001 р. \| \| ------------------------------------------------------------- \| ------------------------------------------------------------- \| ------------------------------------------------------------- \| \| Гуртова торгівля \| 3,6% \| 1,8% \| \| Готелі та готельний бізнес \| 46,4% \| 41,8% \| \| Транспорт та зв'язок \| 8,9% \| 10,9% \| \| Посередницькі фінансові послуги \| 5,4% \| 5,5% \| \| Послуги підприємствам \| 5,4% \| 5,5% \| \| Послуги фізичним особам \| 12,5% \| 14,5% \| \| Нерухомість та ін. \| 17,9% \| 20% \| \| Усього підприємств \| 56 \| 55 \| |         |         |
| Підприємства міста, що працюють у сфері послуг, за діяльністю |         |         |
| Рік | 2002 р. | 2001 р. |
| Гуртова торгівля | 3,6%    | 1,8%    |
| Готелі та готельний бізнес | 46,4%   | 41,8%   |
| Транспорт та зв'язок | 8,9%    | 10,9%   |
| Посередницькі фінансові послуги | 5,4%    | 5,5%    |
| Послуги підприємствам | 5,4%    | 5,5%    |
| Послуги фізичним особам | 12,5%   | 14,5%   |
| Нерухомість та ін. | 17,9%   | 20%     |
| Усього підприємств | 56      | 55      |

## Житловий фонд
У 2001 р. 3,2% усіх родин (домогосподарств) мали житло метражем до 59 м², 28,7% — від 60 до 89 м², 38,9% — від 90 до 119 м² і
29,1% — понад 120 м².

З усіх будівель у 2001 р. 55% було одноповерховими, 15,9% — двоповерховими, 18,1
% — триповерховими, 6,6% — чотириповерховими, 2,6% — п'ятиповерховими, 0,4% — шестиповерховими,
0,4% — семиповерховими, 1,1% — з вісьмома та більше поверхами.

## Автопарк
| \| Автомобілі, зареєстровані у місті, за призначенням \| Автомобілі, зареєстровані у місті, за призначенням \| Автомобілі, зареєстровані у місті, за призначенням \| \| Рік \| 2006 р. \| 2005 р. \| \| -------------------------------------------------- \| -------------------------------------------------- \| -------------------------------------------------- \| \| Приватні автомобілі \| 60,2% \| 62,3% \| \| Мотоцикли \| 10,3% \| 8,7% \| \| Вантажівки \| 24,9% \| 24,4% \| \| Трактори \| 0,2% \| 0,2% \| \| Автобуси та ін. \| 4,4% \| 4,4% \| \| Усього автомобілів \| 571 шт. \| 520 шт. \| |         |         |
| Автомобілі, зареєстровані у місті, за призначенням |         |         |
| Рік | 2006 р. | 2005 р. |
| Приватні автомобілі | 60,2%   | 62,3%   |
| Мотоцикли | 10,3%   | 8,7%    |
| Вантажівки | 24,9%   | 24,4%   |
| Трактори | 0,2%    | 0,2%    |
| Автобуси та ін. | 4,4%    | 4,4%    |
| Усього автомобілів | 571 шт. | 520 шт. |

## Вживання каталанської мови
У 2001 р. каталанську мову у місті розуміли 99,2% усього населення (у 1996 р. — 99,8%), вміли говорити нею 92,4% (у 1996 р. — 
95,2%), вміли читати 86,3% (у 1996 р. — 89,7%), вміли писати 58,4
% (у 1996 р. — 57,5%). Не розуміли каталанської мови 0,8%.

## Політичні уподобання
У виборах до Парламенту Каталонії у 2006 р. взяло участь 364 особи (у 2003 р. — 425 осіб). Голоси за політичні сили розподілилися таким чином:
| \| Вибори до Парламенту Каталонії \| Вибори до Парламенту Каталонії \| Вибори до Парламенту Каталонії \| \| Рік \| 2006 р. \| 2003 р. \| \| -------------------------------------- \| ------------------------------ \| ------------------------------ \| \| Конвергенція та Єднання (CiU) \| 43,7% \| 41,2% \| \| Соціалістична партія Каталонії (PSC) \| 27,5% \| 28,9% \| \| Народна партія (PP) \| 3% \| 3,8% \| \| Ініціатива за зелену Каталонію (IC) \| 6% \| 1,9% \| \| Республіканська лівиця Каталонії (ERC) \| 19,5% \| 23,8% \| \| Громадянська партія (C's) \| 0,3% \| 0% \| \| Інші \| 0% \| 0,5% \| |         |         |
| Вибори до Парламенту Каталонії |         |         |
| Рік | 2006 р. | 2003 р. |
| Конвергенція та Єднання (CiU) | 43,7%   | 41,2%   |
| Соціалістична партія Каталонії (PSC) | 27,5%   | 28,9%   |
| Народна партія (PP) | 3%      | 3,8%    |
| Ініціатива за зелену Каталонію (IC) | 6%      | 1,9%    |
| Республіканська лівиця Каталонії (ERC) | 19,5%   | 23,8%   |
| Громадянська партія (C's) | 0,3%    | 0%      |
| Інші | 0%      | 0,5%    |

У муніципальних виборах у 2007 р. взяло участь 432 особи (у 2003 р. — 481 особа). Голоси за політичні сили розподілилися таким чином:
| \| Муніципальні вибори \| Муніципальні вибори \| Муніципальні вибори \| \| Рік \| 2007 р. \| 2003 р. \| \| -------------------------------------- \| ------------------- \| ------------------- \| \| Конвергенція та Єднання (CiU) \| 38,7% \| 51,4% \| \| Соціалістична партія Каталонії (PSC) \| 24,3% \| 48,6% \| \| Народна партія (PP) \| 1,2% \| 0% \| \| Ініціатива за зелену Каталонію (IC) \| 0% \| 0% \| \| Республіканська лівиця Каталонії (ERC) \| 35,9% \| 0% \| \| Громадянська партія (C's) \| 0% \| 0% \| \| Інші \| 0% \| 0% \| |         |         |
| Муніципальні вибори |         |         |
| Рік | 2007 р. | 2003 р. |
| Конвергенція та Єднання (CiU) | 38,7%   | 51,4%   |
| Соціалістична партія Каталонії (PSC) | 24,3%   | 48,6%   |
| Народна партія (PP) | 1,2%    | 0%      |
| Ініціатива за зелену Каталонію (IC) | 0%      | 0%      |
| Республіканська лівиця Каталонії (ERC) | 35,9%   | 0%      |
| Громадянська партія (C's) | 0%      | 0%      |
| Інші | 0%      | 0%      |